# Will Rogers

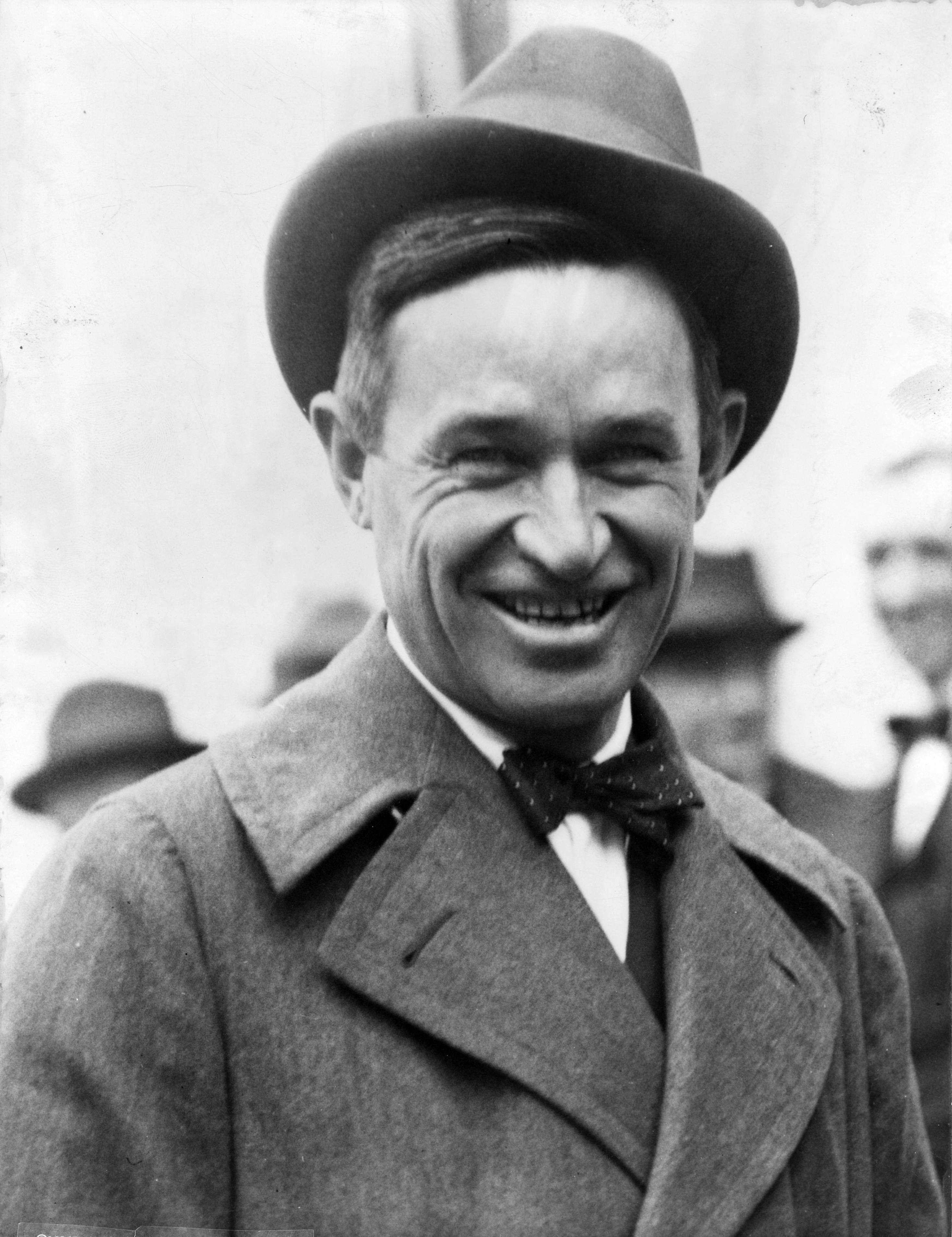
Will Rogers

William Penn Adair „Will“ Rogers (* 4. November 1879 in Oologah, Oklahoma; † 15. August 1935 am Point Barrow, Alaska, bei einem Flugzeugabsturz) war ein US-amerikanischer Komiker, Schauspieler, Autor sowie Cowboy. Von den späten 1910er-Jahren bis zu seinem Tod gehörte Rogers zu Amerikas beliebtesten und bestbezahlten Entertainern. Mit seinen Bühnen-, Radio- und Filmauftritten sowie seinen Zeitungskolumnen deckte er ein breites künstlerisches Feld ab und erreichte ein Millionenpublikum.

## Leben

### Frühes Leben und erste Erfolge

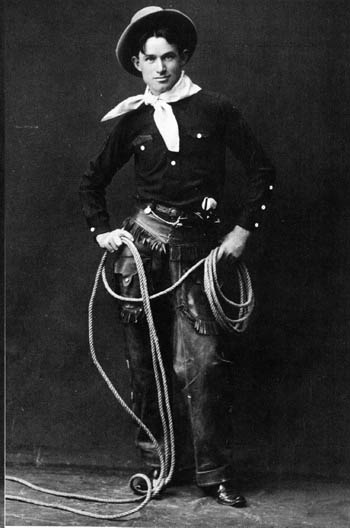
Der junge Will Rogers (vor 1900)

Will Rogers wurde 1879 in Oklahoma als jüngstes von acht Kindern des Senators und Richters Clement Vann Rogers (1839–1911) und seiner Ehefrau Mary America Schrimsher (1838–1890) geboren. Beide Elternteile hatten Cherokee-Vorfahren, wodurch Rogers zu etwa einem Viertel indianischer Herkunft war. Gegen den Willen seines Vaters wandte sich Rogers schon früh dem Showgeschäft zu, er zeigte sich insbesondere fasziniert vom Ranchen und den Pferden. In Argentinien scheiterte er mit dem Versuch, mit einem Freund eine Ranch zu errichten, danach lebte er auch zeitweise in Südafrika. Nach seiner Rückkehr nach Amerika verdingte sich Rogers ab 1902 als Lasso-Künstler und Reiter in „Texas Jack's Wild West Circus“. Von dieser Truppe trennte er sich jedoch schnell wieder und ging mit dem „Wirth Brothers' Circus“ auf Tournee durch Australien, Neuseeland, USA, Kanada und Europa. Ab 1905 arbeitete er in einem New Yorker Vaudeville, 1907 hatte er sein Theaterdebüt mit dem Musical The Girl Rangers. Bekannt wurde Rogers auch durch seine außergewöhnlichen Fähigkeiten in der Lassoartistik (Roping, Fancy Trick Roping). Er trat 1916 in Florenz Ziegfelds Follies-Show auf, womit er den vorläufigen Höhepunkt seiner Karriere erreichte.

### Große Erfolge
Im Jahre 1918 wurde Rogers von Samuel Goldwyn erstmals als Filmschauspieler nach Hollywood engagiert. Er spielte häufig unter Clarence Badger, 1920 gleich in Hauptrollen dreier Filme des Regisseurs. Mitte der 1920er-Jahre drehte er mehrere Filme für den Starproduzenten Hal Roach. Rogers' Berühmtheit und Beliebtheit lagen an seiner geistigen Wendigkeit und seinem Witz, wobei er meist komödiantisch den Durchschnittsamerikaner verkörperte. Ein breites Publikum konnte sich daher mit ihm identifizieren. Ab 1919 war er als Buchautor tätig, ab 1922 schrieb er sehr populäre Zeitungsaufsätze. Von 1922 bis zu seinem Tod hatte er eine wöchentliche, später tägliche Kolumne in der New York Times, in der er sich humoristisch mit Themen wie Politik und Gesellschaft auseinandersetzte. Vielzitiert wurden seine Aphorismen wie „I don't make jokes. I just watch the government and report the facts.“. Im Jahre 1928 machte er auch mit der Meldung Schlagzeilen, er wolle Präsident werden. Rogers startete einen fiktiven, humoristischen Wahlkampf, sein einziges Versprechen war, direkt nach der Wahl zurückzutreten.

Posterbild von Will Rogers (1941)

Nach drei Jahren Filmpause drehte er zwischen 1927 und 1928 in Europa dokumentarische Reisefilme. Anfang der 1930er-Jahre machte Rogers weitere ausgedehnte Reisen in den Orient sowie nach Südamerika. Auch innerhalb der USA war Rogers mit vielen Lesereisen eifrig unterwegs.
In der frühen Tonfilmzeit entwickelte sich Rogers in Hollywood zu einem der zugkräftigsten Schauspieler an den Kinokassen. Rogers drehte vor allem für die 20th Century Fox mehrere Komödien und galt als einer der bestbezahlten Filmstars in Hollywood. In seinen Filmen spielte er stets etwas altmodische und ländliche, aber gutherzige Männer wie Farmer, Richter oder Doktoren. Rogers verkörperte die Hauptrolle in Henry Kings Lightning (1930) und spielte unter Regie von John Ford in den sehr erfolgreichen Filmen Dr. Bull (1933), Judge Priest (1934) und Steamboat Round the Bend (1935). Insgesamt war er bis zu seinem Tod in 70 Filmen zu sehen. In seinen letzten Lebensjahren war Rogers außerdem regelmäßig im Radio zu hören: Seine Sendung The Gulf Headliners zählte zu den beliebtesten Programmen, wobei er häufig überzog und dann am Ende seiner Sendezeit mitten im Satz unterbrochen wurde. Um das zu verhindern, stellte er bei jeder Radiosendung einen Wecker vor sich auf.

### Tod und Privatleben

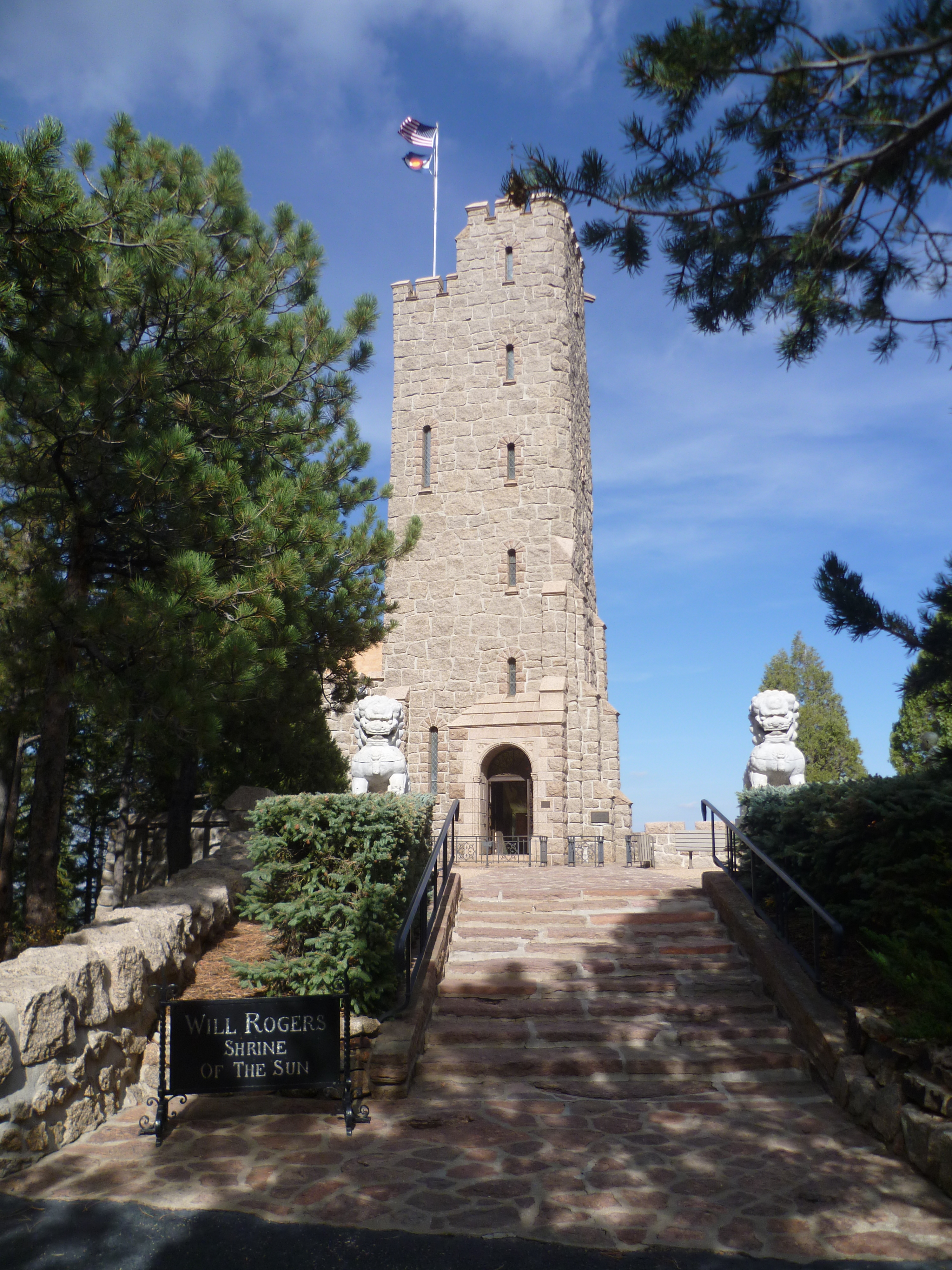
Will Rogers Shrine of the Sun – Gedächtnismonument zu Will Rogers' Ehren südwestlich von Colorado Springs

Mit seiner Frau Betty Blake (1879–1944) war Will Rogers von 1908 bis zu seinem Tod verheiratet. Sie hatten vier Kinder, darunter die Schauspieler Will Rogers junior und Mary Howard Rogers. 
Will Rogers hatte zahlreiche Hobbys, so machte er in Hollywood das Polospiel populär. Auch an der Luftfahrt zeigte sich Rogers ab Mitte der 1920er-Jahre interessiert. Am 15. August 1935 war Will Rogers mit seinem Freund Wiley Post auf dem Weg von Fairbanks nach Point Barrow im heutigen US-Bundesstaat Alaska. Unterwegs landeten sie in einer Lagune, um sich nach dem Weg zu erkundigen. Unmittelbar nach dem Start fiel der Motor aus; wahrscheinlich war einer der Tanks leer. Beide starben beim Absturz. Als sein Land von seinem Tod erfuhr, trauerte ganz Amerika: „Der plötzliche Tod des angesehenen US-amerikanischen Entertainers Will Rogers führte zu einer nationalen Trauer, die so seit dem Tod Lincolns nicht mehr gesehen wurde ...“

## Ehrungen
Am 6. September 1937 wurde Will Rogers zu Ehren der Will Rogers Shrine of the Sun westlich von Colorado Springs in den Cheyenne Mountains eingeweiht. Nach ihm wurde der Flughafen Will Rogers World Airport in Oklahoma City sowie der Flughafen von Barrow, Alaska „Wiley Post-Will Rogers Memorial Airport“ benannt, es gibt in Beverly Hills einen "Will Rogers Memorial Park". Er besitzt ebenfalls einen Stern auf dem Hollywood Walk of Fame. In Pacific Palisades nahe Santa Monica (Kalifornien) wurde ein Strandabschnitt nach ihm benannt: Will Rogers State Beach. Ein Abschnitt der Interstate 44 heißt nach ihm Will Rogers Turnpike, an diesem befindet sich der Will Rogers Archway, das erste Brückenrestaurant der USA.
Auf Grund eines seiner Witze wurde das Will-Rogers-Phänomen nach ihm benannt. Ein anderer seiner Scherze prägte durch den Begriff „trickle down“ (englisch für „durchsickern“) die Bezeichnung der Trickle-down-Theorie.

## Verfilmung
1952 entstand die Filmbiografie The Story of Will Rogers unter der Regie von Michael Curtiz. Die Titelrolle übernahm Rogers' Sohn Will Rogers junior, während Jane Wyman als seine Frau Helen auftrat.

## Filmografie
- 1918: Laughing Bill Hyde
- 1919: Almost A Husband
- 1919: Jubilo
- 1919: Water, Water Everywhere
- 1920: The Strange Boarder
- 1920: Jes’ Call Me Jim
- 1920: Cupid The Cowpuncher
- 1920: Honest Hutch
- 1920: Guile Of Women
- 1921: Boys Will Be Boys
- 1921: An Unwilling Hero
- 1921: Doubling For Romeo
- 1921: A Poor Relation
- 1922: The Illiterate Digest
- 1922: One Glorious Day
- 1922: The Headless Horseman
- 1922: The Ropin’ Fool
- 1922: Fruits Of Faith
- 1923: Hollywood
- 1923: Hustling Hank
- 1923: Two Wagons Both Covered
- 1923: Jes’ assin’ Through
- 1923: Uncensored Movies
- 1924: The Cake Eater
- 1924: The Cowboy Sheik
- 1924: Big Moments From Little Pictures
- 1924: High Brow Stuff
- 1924: Going to Congress
- 1924: Don’t Park There
- 1924: Jubilo, Jr.
- 1924: Our Congressman
- 1924: A Truthful Liar
- 1924: Gee Whiz Genevieve
- 1927: Tip Toes
- 1927: A Texas Steer
- 1927: In Dublin
- 1927: In Paris
- 1927: Hiking Through Holland
- 1927: Roaming The Emerald Isle
- 1927: Through Switzerland And Bavaria
- 1927: In London
- 1927: Hunting For Germans In Berlin
- 1927: Prowling Around France
- 1927: Winging Round Europe
- 1927: Exploring England
- 1927: Reeling Down The Rhine
- 1928: Over The Bounding Blue
- 1929: They Had To See Paris
- 1929: Happy Days
- 1930: So This Is London
- 1930: Lightnin
- 1930: Young As You Feel
- 1930: Ambassador Bill
- 1930: Business and Pleasure
- 1931: Der Boss. Ein Rückflug um 1349 Jahre (A Connecticut Yankee)
- 1932: Down To Earth
- 1932: Business and Pleasure
- 1932: Too Busy To Work
- 1933: Jahrmarktsrummel (State Fair)
- 1933: Dr. Bull (Doctor Bull)
- 1933: Mr. Skitch
- 1934: David Harum
- 1934: Handy Andy
- 1934: Judge Priest
- 1935: The County Chairman
- 1935: Life Begins At Forty
- 1935: Doubting Thomas
- 1935: Mit Volldampf voraus (Steamboat Round the Bend)
- 1935: In Old Kentucky